# 菊地尚哉
菊地 尚哉（きくち なおや、1975年8月23日 - ）は、北海道釧路市出身の元アイスホッケー選手。ポジションはゴールキーパー。
1998年から2011年の間、日本のトップリーグ（日本アイスホッケーリーグ、アジアリーグアイスホッケー）でプレー。元日本代表。

## 来歴
愛国小学校でアイスホッケーを始めた。釧路景雲中、釧路緑ヶ丘高等学校（現・武修館高等学校）の時にはアイスホッケーU20世界選手権代表に選ばれた。また2年次にはインターハイにも出場している。法政大学へ進学。大学ナンバーワンGKとの評価を得て、1998年、日本リーグ所属の西武鉄道に入社。
当初の3シーズンは、長野オリンピックの日本代表GK、芋生ダスティの壁に阻まれわずか9分47秒の出場にとどまる。しかし、芋生の怪我でチャンスをつかみ、2001-2002シーズンではレギュラーに定着、日本リーグプレーオフ決勝進出に貢献し、初の日本代表にも選出され2002年アイスホッケー世界選手権ではチェコ代表に3-5の接戦、ヤロミール・ヤーガーとのノーマーク勝負でもシャットアウトした。
西武鉄道とコクドのチーム合併に伴い芋生が王子製紙に移籍してからは、コクド～SEIBUプリンス ラビッツを通じてレギュラーを守り続け、アジアリーグでの2度の優勝に貢献した。
2009年3月のSEIBUプリンス ラビッツ廃部に伴い、H.C. TOCHIGI 日光アイスバックスに移籍する（西武鉄道からの2年間の出向という形式）。2009 - 2010シーズンはレギュラーとして活躍したが、2010-2011シーズンは日本初のNHLプレーヤー、福藤豊の加入もあり、アジアリーグでは7試合の出場にとどまった。
2011年2月19日、現役引退を発表。引退後は西武鉄道の社業に復帰する予定。

## 詳細情報

### 代表歴
- アイスホッケー世界選手権：6回
- ユニバーシアード：2回
- U-20日本代表：1回